# David Nethercot
David Arthur Nethercot (* 26. April 1946 in London) ist ein britischer Bauingenieur (Stahlbau).

## Biografie
Nethercot studierte am University College Wales in Cardiff mit dem Bachelor-Abschluss 1967 und der Promotion 1970. Als Post-Doktorand war er bis 1971 Imperial Chemistry Industries Fellow. Ab 1971 war er Lecturer, ab 1981 Senior Lecturer und ab 1986 Reader an der University of Sheffield. 1986 wurde er Reader und 1989 Professor für Bauingenieurwesen an der University of Nottingham, wo er ab 1994 der Abteilung Bauingenieurwesen vorstand. 1999 bis zur Emeritierung 2011 war er Vorstand der Abteilung Bauingenieurwesen am Imperial College London.
Er ist seit 1968 mit Hedd Dwynwen Evans verheiratet und hat zwei Töchter.

## Werk
Er spezialisierte sich auf Stahlbau, Aluminium- und Verbundkonstruktionen. Ein Schwerpunkt seiner Forschung war der Einfluss von Verbindungen auf die Gesamtstruktur von Rahmen. In jüngster Zeit befasste er sich mit fortschreitendem Kollaps von Strukturen und leichten Stahlkonstruktionen und solchen aus Edelstahl Von ihm stammen rund 400 wissenschaftliche Arbeiten, von denen 10 einen Institution Preis erhielten. Er war zehn Jahre lang Vorsitzender des Komitees des British Standard Institute (BSI) für die Stahlbau-Normen (BS 5950) und des britischen Komitees für Eurocode EC 3. Dazu unternahm er kombinierte Forschungsprogramme aus Experiment und Computersimulation.
2017 wurde er als Gutachter für die Untersuchung zum Brand im Grenfell Tower in London hinzugezogen.  Er war schon Gutachter für das Dach des Wembley Stadions, den Einsturz des Gerrards Cross Tunnels und die neue Forth Bridge.

## Mitgliedschaften, Ehrungen
1997 bis 2013 war er Vorsitzender der britischen Gruppe bei der International Association for Bridge and Structural Engineering (IABSE), war Vorstand von dessen Technischen Komitee (WC 2, seit 1996) und war ab 2005 Vizepräsident des Executive Committee und 2013 bis 2016 Präsident. Danach war er Ehrenmitglied. 2008 erhielt er den Charles Massonnet Preis der European Convention for Structural Steelwork. Seit 1992 war er im Steel Construction Institute. und ab 1996 Vorsitzender des Joint Board of Moderators.
2009  erhielt er die Goldmedaille der Institution of Structural Engineers und war 2003/04 deren Präsident. 1989 erhielt er deren Oscar Faber Bronzemedaille. 1993 wurde er Mitglied der Royal Academy of Engineering, in deren Rat er seit 1996 war. 2006 wurde er OBE. Er ist auswärtiges Mitglied der Academy of Technical Science and Engineering of Australia und der National Academy of Engineering. 1993 erhielt er einen D.Sc. des University College Wales.  1991 erhielt er den Telford Prize der Institution of Civil Engineers.

## Schriften
- mit P. A. Kirby: Design for Structural Stability, London: Crosby Lockwood Staples 1985
- Limit States Design of Structural Steelwork, Van Nostrand Reinhold 1986, 2. Auflage Chapman and Hall 1991, 3. Auflage Spon 2001
- Composite construction, Spon Press 2003
- mit Leroy Gardner: Designers' guide to Eurocode 3: design of steel buildings : EN 1993-1-1, -1-3 and -1-8, ICE, Eurocode designer's guide series, 2. Auflage 2011